# Тунговое масло
Тунговое масло, древесное масло — растительное масло, получаемое из семян (орешков) тунгового дерева, содержащего до 70 % тунгового масла (на сухую массу ядра орешка).

## Свойства
Малоподвижная желтоватая жидкость со специфическим (но не неприятным) запахом, медленно высыхающая на воздухе. Тунговое масло растворимо в большинстве органических растворителей; плотность 0,933—0,945 г/см³, показатель преломления 1,51—1,52, число омыления 188—197, йодное число 154—176.
Натуральное тунговое масло имеет тонкий специфический запах.
Тунговое масло обладает высокой пропитывающей способностью любого типа дерева (не оставляя при этом плёнки на поверхности), благодаря чему, обработанная данным маслом поверхность крайне устойчива к воздействию воды и спиртосодержащих веществ. Образует износостойкую матовую поверхность.

## Состав
Химический состав (%):
ненасыщенные кислоты — элеостеариновая 66—82 (в таком большом количестве встречается только в тунговом масле), олеиновая 4-13, линолевая 9—11; насыщенные кислоты — стеариновая около 2,5, пальмитиновая 3,7; неомыляемые вещества 0,4—1.

## Применение
Широко применяется главным образом для изготовления лакокрасочных материалов. Также на территории бывшего СССР тунговое масло используется для прокаливания чугунной посуды (создания защитного покрытия). 

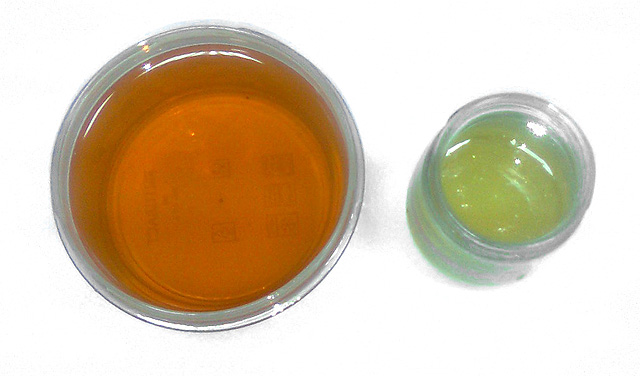
Двухкомпонентный полиуретановый лак УР-231 на основе смеси тунгового и льняного масла (слева), отвердитель — справа.